# Чапман Ганна Василівна
Анна Чапман (до шлюбу Ку́щенко Анна Василівна, англ. Anna Chapman, рос. А́нна Васильевна Ча́пман; нар.23 лютого 1982 р., м. Харків або Волгоград) — російська шпигунка, за повідомленнями російських інформаційних агентств і власними свідченнями, даними на суді, — викрита агентка російської розвідки, яка діяла в США під легендою «підприємиці російського походження» ).
У червні 2010 р. була заарештована в США за звинуваченням у шпигунстві на користь СЗР РФ в рамках т. зв. «Програми нелегалів». Вона була неодноразово помічена за передаванням інформації з її портативного комп'ютера на комп'ютер у машині іншого російського агента — представника російських спецслужб, який паркувався поблизу її місць перебування, через тимчасову мережу. Ці обставини були підтверджені на допиті. Подзвонивши до батька — генерала КДБ — А.Чапман за його порадою практично одразу визнала свою співпрацю з іноземним урядом та була включена в домовленість про обмін з Росією. 8 липня 2010 р. Чапман після визнання провини в нелегальному співробітництві з Росією, була вислана через Відень до Москви разом з іще дев'ятьма фігурантами «справи нелегалів» в обмін на чотирьох російських громадян, засуджених раніше за звинуваченням у шпигунстві на користь США та Великої Британії.
Фігурант бази даних центру «Миротворець».

## Життєпис
Анна Василівна Кущенко народилася в м. Харкові. Батько її Василь Кущенко - нібито «дипломат», який працював в різний час в Папуа-Новій Гвінеї, Кенії та Зімбабве. Однак, за словами самої Анни, В. Кущенко був високопоставленим офіцером КДБ.
Мати Анни, Ірина Кущенко, працювала вчителькою математики в середній школі. У неї є молодша сестра Катерина. Батьки і сестра Ганни мешкають у м. Москві (район Раменкі, за іншими даними - в Підмосков'ї).
Після від'їзду батьків до Москви залишилася жити в м. Волгограді з бабусею. В юності Анна Кущенко навчалася в різних місцях: вона вчилася в волгоградській гімназії № 11, де її однокласницею була олімпійська чемпіонка Олена Слесаренко; у 1996-1997 роки - у волгоградській гімназії художньо-естетичного профілю - єдиній в Росії гімназії для дітей, хворих на сколіоз; випускний 11-й клас закінчувала в Москві. Після закінчення школи в 1999 р. вступила на економічний факультет Російського університету дружби народів (РУДН).
Влітку 2001 р., під час туристичної поїздки до Великої Британії познайомилася на рейв-вечірці в Доклендс (Лондон) з Алексом Чапманом (1979-2015; англ. Alex Chapman) - працівником студії звукозапису. Оскільки Анна в цей час ще вчилася в РУДН, Алекс приїхав в Москву, де в березні 2002 р. відбулася реєстрація їхнього шлюбу. При укладенні шлюбу Анна взяла прізвище чоловіка.
За даними британської газети Daily Mail, отриманим від друга юності А. Кущенко, вона пошлюбила Алекса Чапмана з метою отримання британського паспорта.
Після одруження Анна продовжила освіту, а Алекс працював в Москві репетитором англійської мови. У 2003 р. Анна здобула вищу освіту. Після закінчення інституту в 2003 р. Анна поїхала до Великої Британії.

## Арешт
26 червня 2010 р. Чапман придбала мобільний телефон на вигадане ім'я і вказала неіснуючу адресу - «99 Fake Street» (з англ. - «фальшива, підроблена вулиця»). За придбаним телефоном Ганна зробила телефонний дзвінок батькові (Василію Кущенко) і одному абонентові в Нью-Йорку, під час розмови з якими повідомила, що «близька до провалу». Обидва порекомендували їй відмовитися від цього завдання. Кущенко порадив дочці передати отриманий від «розвідника» фальшивий паспорт в поліцію. Прислухавшись до слів батька, Чапман принесла на наступний день фальшивий паспорт в одне з відділень поліції Нью-Йорка і про все розповіла, після чого була заарештована. Саме дзвінки та дії Чапман змусили ФБР затримати десятьох підозрюваних учасників розвідувальної мережі в США, не чекаючи, поки вони зроблять незаконні дії.
28 червня їй та десяти затриманим одночасно з Чапман громадянам Росії й Перу було пред'явлено звинувачення в незаконній співпраці зі Службою зовнішньої розвідки Російської Федерації (спроба дістати дані про ядерне озброєння США, дані про політику щодо Ірану, про керівників ЦРУ і конгресменів). Арешт російських агентів явився найгучнішим шпигунським скандалом від часу СРСР і найбільшим провалом російських спецслужб за кордоном.
Увечері 29 червня було опубліковано повідомлення МЗС Росії про те, що всі затримані на території США є громадянами Росії. Міністр закордонних справ Росії Сергій Лавров охарактеризував подію як «вкидання» і вказав, що «момент (для арешту) був вибраний з особливою витонченістю», натякаючи на «потепління» відносин Росії і США.
Згідно з матеріалами звинувачення, в 2009 р. Чапман і Михайло Семенко отримали з «Центру» (під яким мається на увазі штаб-квартира СЗР Росії) шифроване повідомлення такого змісту:
|  | Ви були заслані в США з довгостроковим завданням. Отримана вами освіта, ваші банківські рахунки, автомобілі, будинки і тому подібне - все це повинно служити одній меті: виконанню вами основного завдання з пошуку й розвитку зв'язків з колами, які приймають рішення в політиці США, і відсилання звітів про це до Центру. |

8 липня 2010 р. Чапман з іншими заарештованими в США громадянами Росії в рамках цієї справи, визнала свою розвідувальну діяльність в США, після чого рішенням суду була засуджена до тюремного ув'язнення (відповідним терміном, проведеним нею в попередньому ув'язненні), конфіскації всього майна і коштів в США та висилку з країни. У той же день була вислана разом з іншими фігурантами справи в Росії в обмін на чотирьох російських громадян, засуджених у різний час за шпигунство на користь США і Великої Британії, котрі відбували покарання в Росії.
27 червня 2011 р. Московський окружний військовий суд (МОВС) заочно засудив до 25 років позбавлення волі високопоставленого співробітника СЗР РФ полковника Олександра Потєєва. Раніше джерела в спецслужбах повідомляли, що саме Потєєв, який втік до США, підозрювався у видачі американській стороні групи російських розвідників-нелегалів, зокрема і Анни Чапман, яка була викликана до суду й надала свідчення про свою розвідувальну діяльність в США і про те, що на її думку саме Потєєв передав інформацію про неї та інших російських розвідників спецслужбам США. За даними деяких ЗМІ у віці 64 років екс-полковник помер 7 липня 2016 р. на території США.
За заявою вашингтонської юридичної фірми «Trout Cacheris», Ганна Чапман, незважаючи на звинувачення та свої зізнання, згідно з чинним законодавством США не є шпигуном, так як в процесі своєї діяльності так і не отримала доступ до будь-якої засекреченої інформації, здатної зашкодити США. Інформацію про те, що діяльність депортованих громадян Росії не завдала якого-небудь збитку США, підтвердив і прем'єр-міністр В. В. Путін. Чапман була звинувачена лише в тому, що не повідомила американську владу про свою співпрацю з іноземним урядом. У ЗМІ озвучували версію, згідно з якою Чапман в США займалася «відмиванням» грошей для високопоставлених російських чиновників, однак документального підтвердження цієї версії не оприлюднено. Проте, в газеті «Московський комсомолець» розповідалося про версії, згідно з якими Чапман входила «у групу, сформовану незабутнім В'ячеславом Іваньковим» та його родичем Євгеном Двоскіним.
3 квітня 2012 р. заступник директора ФБР по контррозвідці Френк Фіґлузі заявив, що шпигунське кільце «було вже так близько до одного з членів адміністрації президента, що ми не могли більше чекати». За його словами, Чапман намагалася спокусити одного з наближених Барака Обами і «підкрадалася» дедалі ближче до все вищих чиновників. «Вона підібралася досить близько, щоб почати турбувати нас».